# Maati Bouabid
Mohammed Maati Bouabid (àrab: : المعطي بوعبيد, al-Maʿṭī Būʿabīd) (Casablanca, 11 de novembre de 1927 - Rabat, 1 de novembre de 1996) va ser un polític marroquí, Primer Ministre del Marroc, del 22 de març de 1979 al 30 de novembre de 1983. Va ser també Ministre d'Ocupació i Assumptes Socials al Govern d'Ibrahim Abdellah i Ministre de Justícia entre 1977 i 1981.